# تن‌تن و پیکاروها
تن‌تن و پیکاروها (به زبان فرانسوی: Tintin et les Picaros) بیست و سومین کتاب کامیک از مجموعهٔ کتابهای مصور ماجراهای تن‌تن و میلو است. این کتاب نخستین بار در سال ۱۹۷۶ میلادی توسط هرژه نوشته، طراحی و به چاپ رسید.
کتاب تن‌تن و پیکاروها، آخرین کتاب هرژه بلژیکی بود که توسط وی به اتمام رسید.

## چاپ اول
- در انگلیس: Casterman
- در ایران (ترجمه فارسی): ونوس

## تعداد صفحات
- در ایران: ۶۲ صفحه
- در بلژیک: ۶۲ صفحه
- در انگلیس: ۶۲ صفحه
- در آمریکا: ۶۲ صفحه
- در فرانسه: ۶۲ صفحه

## داستان
کاستافیوره، دستیارانش و دوپونت‌ها در حالی که برای اجرای یک برنامه عازم سان تئودور شده بودند توسط دولت کودتایی این کشور به رهبری ژنرال تاپیوکا که آلکازار را سرنگون ساخته‌اند دستگیر شده و به همکاری با آلکازار متهم می‌گردند.
کاپیتان هادوک و پروفسور تورنسل برای انجام مناظره با تاپیوکا عازم سان تئودور می‌شوند بدون اطلاع از اینکه دامی خطرناک برایشان پهن شده است.
تن‌تن در میانه راه به آنها ملحق می‌شود و سرانجام با ملحق شدن به آلکازار و کمک به او در به دست گرفتن دوباره قدرت، موفق به آزادی کاستافیوره و تامسون و تامپسون می‌شوند.
داستان تن‌تن و پیکاروها در ۱۹۷۶ منتشر گشت. این کتاب هم از نظر داستان و هم از نظر سبک نقاشی‌ها و رنگ‌آمیزی با سایر داستان‌های تن‌تن تفاوت‌های محسوسی دارد. در این داستان هرژه کارهای تازه‌ای کرد.